# Tiracola nebulifera
Tiracola nebulifera là một loài bướm đêm trong họ Noctuidae.